# Miezul nopții pe linia frontului
"Miezul nopții pe linia frontului / Midnight on the Firing Line" este primul episod difuzat regulat al serialului de televiziune science-fiction Babylon 5.